# 5A busz (Mosonmagyaróvár)
A mosonmagyaróvári 5A jelzésű autóbusz az Autóbusz-végállomás és a Tündérfátyol utca, lovasiskola megállóhelyek között közlekedik. A vonalat a Volánbusz üzemelteti.

## Közlekedése
Csak munkanapokon közlekedik.

## Útvonala
| Tündérfátyol utca, lovasiskola felé | Autóbusz-végállomás felé |
| --- | --- |
| Autóbusz-végállomás – TESCO Áruház parkoló – Királyhidai út – Fő út – Pozsonyi út – Feketeerdei út – Ujhelyi Imre utca – Várallyai György utca – Halászi út – Tűzliliom utca – Szellőrózsa utca – Tündérfátyol utca – Tündérfátyol utca, lovasiskola | Tündérfátyol utca, lovasiskola – Tündérfátyol utca – Kálnoki út – Halászi út – Cserháti Sándor utca – Deák Ferenc tér – Fő út – Királyhidai út – TESCO Áruház parkoló – Autóbusz-végállomás |

## Megállóhelyei
Az átszállási kapcsolatok között a Vasútállomás és a Tündérfátyol utca között közlekedő 5-ös busz nincs feltüntetve!
| 0  | Autóbusz-végállomás                                                   | 8 | 1, 1K, 2, 3, 3K, 5H, 5K, 5R, 6, 7, 7I, 7M  | Autóbusz-állomás, TESCO Hipermarket, Park Center, ÉNYKK Zrt. |
| 2  | Evangélikus templom                                                   | 6 | 1, 1B, 1K, 3, 3K, 4, 4A, 4H, 5H, 5K, 5R, 6 | Karolina Kórház és Rendelőintézet, Evangélikus templom, Régi Vámház tér, Városkapu tér, ÁNTSZ, Bolyai János Informatikai és Közgazdasági Szakgimnázium, Mosonmagyaróvári Járásbíróság, Posta |
| 3  | Városháza                                                             | 4 | 1, 1B, 2, 3, 4, 4A, 4H, 5H, 5K, 5R, 6      | Városháza, Deák Ferenc tér, Posta, Óvári Szűz Mária Királynő és Szent Gotthárd templom, Óváros                                                                                               |
| 4  | Pozsonyi út, Béke utca                                                | ∫ | 1B, 4, 5K, 5R                              | |
| 6  | Feketeerdei elágazás                                                  | ∫ | 1B, 4, 5K, 5R                              | |
| 7  | Ujhelyi Imre utca 91. (Korábban: Ujhegyi Imre utca 91. (tangazdaság)) | ∫ | 4                                          | |
| 8  | Ujhelyi Imre utca, iskola                                             | ∫ | 4                                          | Ujhegyi Imre Általános Iskola |
| 9  | Füzes utca                                                            | ∫ | 4                                          | |
| 10 | Várallyai György utca                                                 | ∫ | 4                                          | |
| 12 | Kálnoki út                                                            | ∫ | 5H, 6                                      | |
| 13 | Halászi út, Gyöngyös lakótelep                                        | ∫ | 5H, 6                                      | |
| 14 | Szellőrózsa utca (Korábban: Tűzliliom utca, Szellőrózsa utca)         | ∫ | 4, 4H                                      | |
| 15 | Tárnics utca                                                          | ∫ | 4, 4H                                      | Strand |
| ∫  | Egyetem                                                               | 3 | 5H, 6                                      | Széchenyi István Egyetem Mezőgazdaság- és Élelmiszertudományi Kar, Mosonmagyaróvári Vár, Szent Anna kápolna                                                                                  |
| 16 | Tündérfátyol utca, lovasiskola                                        | 0 | 4                                          | Lovasiskola |